# Крозан
Кроза́н (фр. Crozant, окс. Crosenc) — коммуна во Франции, находится в регионе Лимузен. Департамент коммуны — Крёз. Входит в состав кантона Дён-ле-Палестель. Округ коммуны — Гере.
Код INSEE коммуны — 23070.

## Население
Население коммуны на 2010 год составляло 533 человека.
| 1962 | 1968 | 1975 | 1982 | 1990 | 1999 | 2010 |
| ---- | ---- | ---- | ---- | ---- | ---- | ---- |
| 949  | 929  | 862  | 732  | 636  | 581  | 533  |

## Экономика
В 2010 году среди 278 человек трудоспособного возраста (15—64 лет) 190 были экономически активными, 88 — неактивными (показатель активности — 68,3 %, в 1999 году было 68,4 %). Из 190 активных жителей работали 184 человека (110 мужчин и 74 женщины), безработных было 6 (3 мужчин и 3 женщины). Среди 88 неактивных 14 человек были учениками или студентами, 39 — пенсионерами, 35 были неактивными по другим причинам.